# Miles Heizer
Miles Dominic Heizer (sinh ngày 16 tháng 5 năm 1994) là một diễn viên điện ảnh kiêm nhạc sĩ người Mỹ. Gần đây anh đã tham gia vào series phim Netflix 13 Reasons Why trong vai Alex Standall. Vai diễn đáng chú ý nhất của anh là Davey Danner trong phim Rails & Ties ( 2007). Từ năm 2010 đến 2015, anh thủ vai nam chính trong series phim ngôn tình của phim Parenthood với vai Drew Holt con trai của Sarah Braverman do Lauren Graham thủ vai. Năm 2016, anh thủ vai Tommy trong Nerve, cùng với các đồng nghiệp là Emma Roberts và Dave Franco. Anh cũng trở lại với vai diễn Joshua Lipnicki quen thuộc trong bốn tập của bộ ngôn tình "ER" của NBC đồng thời thủ vai Cal, nam chính trong bộ phim hài Love Simon (2018).

## Những năm đầu đời
Heizer sinh ngày 16 tháng 5 năm 1994 tại Greenville, Kentucky. Mẹ anh là một y tá, và anh có một người chị gái tên là Moriah. Miles và gia đình chuyển đến Los Angeles khi anh mười tuổi.

## Sự nghiệp
Tập phim "Nothing To Lose"  của bộ CSI Miami đánh dấu màn ra mắt của Heizer trong vai Joey Everton. Tiếp theo đó là vai Young James trong bộ phim ngắn Paramedic. Từ đó anh được mời góp mặt vào những các tập khác như: Ghost Whisperer, Shark, Bones, và Private Practice.
Vào năm 2007, Heizer vào vai Davey Danner lúc 12 tuổi, phim Rails & Ties, và nhận được đề cử cho giải "Nam Diễn Viên Trẻ Xuất Sắc Nhất" (Young Artist Award for Best Leading Young Actor in a Feature Film) giải  . Cùng năm đó, anh nhận vai Joshua Lipnicki trong series phim ngôn tình "ER" của NBC. Năm 2010, anh vào vai Drew Holt con trai của nhân vật do Lauren Graham thủ vai trong series phim tình cảm Parenthood của NBC. Bạn diễn vào vai Amber Holt em gái của Drew Holt cũng chính là bạn thân ngoài đời của anh, họ làm việc cùng nhau đến khi bộ phim kết thúc vào năm 2015.
Vào năm 2013, Heizer nhận vai Josh nam chính trong phim  Rudderless. Năm 2015, anh nhận vai phụ Marshall Lovett trong phim The Stanford Prison Experiment, công chiếu tại Sundance Film Festival vào ngày 26 tháng 1. Vào năm 2016, Heizer đóng vai Tommy Mancuso trong phim Nerve, và năm 2017, anh vào vai Alex Standall trong series nguyên bản của Netflix (Netflix original series) 13 Reasons Why.

## Đời tư
Miles và bạn thân nhất của mình và cựu ngôi sao của loạt phim Parenthood Mae Whitman là bạn cùng phòng.

## Đóng phim

### Phim
| Năm  | Tựa phim                       | Vai Diễn                 | Ghi Chú   |
| ---- | ------------------------------ | ------------------------ | --------- |
| 2006 | Paramedic                      | Young James              | Phim ngắn |
| 2007 | Rails & Ties                   | Davey Danner             |           |
| 2008 | Loon                           | Carson Lind              | Phim ngắn |
| 2012 | The Arm                        | Chance                   | Phim ngắn |
| 2013 | Rudderless                     | Josh                     |           |
| 2015 | The Stanford Prison Experiment | Marshall Lovett          |           |
| 2015 | Memoria                        | Simon                    |           |
| 2015 | The Red Thunder                | Danny                    | Phim ngắn |
| 2016 | Nerve                          | Tommy                    |           |
| 2017 | Roman J. Israel, Esq.          | Kyle Owens (Teenager #1) |           |
| 2018 | Love, Simon                    | Cal Price                |           |

### Truyền hình
| Năm       | Tựa phim           | Vai Diễn             | Ghi Chú                                                     |
| --------- | ------------------ | -------------------- | ----------------------------------------------------------- |
| 2005      | CSI: Miami         | Joey Everton         | Tập Phim: "Nothing to Lose"                                 |
| 2006      | Ghost Whisperer    | Jake Morrison        | Tập Phim: "Drowned Lives"                                   |
| 2007      | Shark              | Jackie Buckner       | Tập Phim: "Strange Bedfellows"                              |
| 2007      | Bones              | Joey                 | Tập Phim: "Death in the Saddle"                             |
| 2007      | Private Practice   | Michael              | Tập Phim: "In Which Addison Has a Very Casual Get Together" |
| 2007      | ER                 | Joshua Lipnicki      | 4 Tập Phim                                                  |
| 2009      | Cold Case          | Keith Oats           | Tập Phim: "Forensics"                                       |
| 2010–2015 | Parenthood         | Drew Holt            | Vai chính                                                   |
| 2017–nay  | 13 Reasons Why     | Alex Standall        | Vai chính                                                   |
| 2018      | RuPaul's Drag Race | Himself, guest judge | Mùa 10, tập 10                                              |
| 2018      | Beyond The Reasons | Himself              | mùa 1–2                                                     |

## Giải thưởng và đề cử
| Năm      | Giải thưởng             | Hạng mục                                   | Vai Diễn được đề cử | Kết Quả |
| -------- | ----------------------- | ------------------------------------------ | ------------------- | ------- |
| Năm 2008 | Giải Nghệ sĩ trẻ thứ 29 | Nam diễn viên trẻ xuất sắc nhất trong phim | Rails & Ties        | Đề cử   |

## Trích dẫn
1. ↑  m.imdb.com/name/nm1851028
2. ↑  "Miles Heizer Joins 'Simon Vs The Homo Sapiens Agenda'; DeRon Horton Cast In 'Shotgun'". Deadline. Truy cập ngày 6 tháng 6 năm 2018.
3. ↑  Tinkham, Chris (ngày 18 tháng 4 năm 2011). "Interviews – Miles Heizer". Under the Radar. Truy cập ngày 30 tháng 11 năm 2013.
4. ↑  "Miles Heizer". Internet Movie Database.
5. ↑  m.imdb.com/title/tt1837492/fullcredits/cast?ref_=m_ttfc_3

## Liên kết
- Miles Heizer trên IMDb
- Miles Heizer tại AllMovie